# Sokoto
Sokoto, helyi nevén Sakkwato, város északnyugat-Nigériában, közel a Sokoto és a Rima folyó összefolyásához. Egyben Sokoto Kalifátus fővárosa is. Lakosságának nagy része muzulmán. A 2006. évi adatok szerint 427 760 lakosa volt.

## Éghajlata
A száraz éghajlatú Sokoto talán a Föld egyik legforróbb városa. Az éves átlaghőmérséklet 28,3 °C, a legmagasabb nappali hőmérséklet általában 40 °C. A legmelegebb időszak a február-áprilisi, amikor a nappali hőmérséklet meghaladhatja a 45 °C-ot. A mért legmagasabb hőmérséklet 47,2 °C, amely szintén a legmagasabb mért hőmérséklet Nigériában. Az esős évszak júniustól októberig tart.

## Története

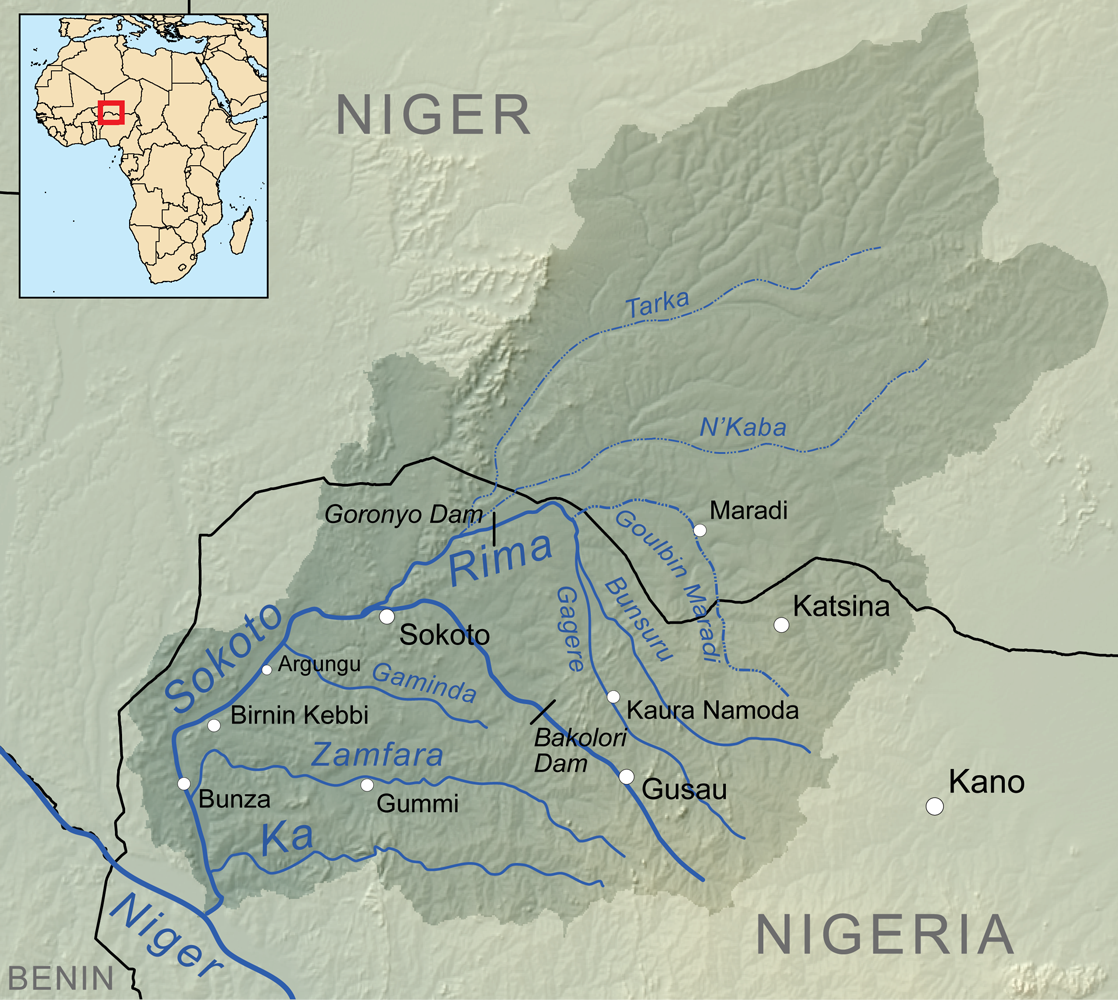
Sokoto város a hasonló nevű folyó mellett

Sokoto egykor a Fulani birodalom fővárosa volt. Keresztülvezet rajta észak felé a Szaharán átmenő karavánútvonal. 
Ma fontos kereskedelmi központ és zarándokhely, ahol több mecset és palota is található. 
Sokoto államnak mintegy 2,5 millió lakosa van. Lakosainak nagy része a hausza és a fulani (fulbék) népcsoporthoz tartozik, a határ menti területek lakói pedig a zabarmawa és a tuareg kisebbségekhez. Közös nyelvük a hausza.
Sokoto kalifátus lakosságának túlnyomó része muzulmán. 
A város fontos helye az iszlám tanításának Nigériában. A szultán, aki a kalifátust vezeti, gyakorlatilag a nigériai muzulmánok lelki vezetője is.

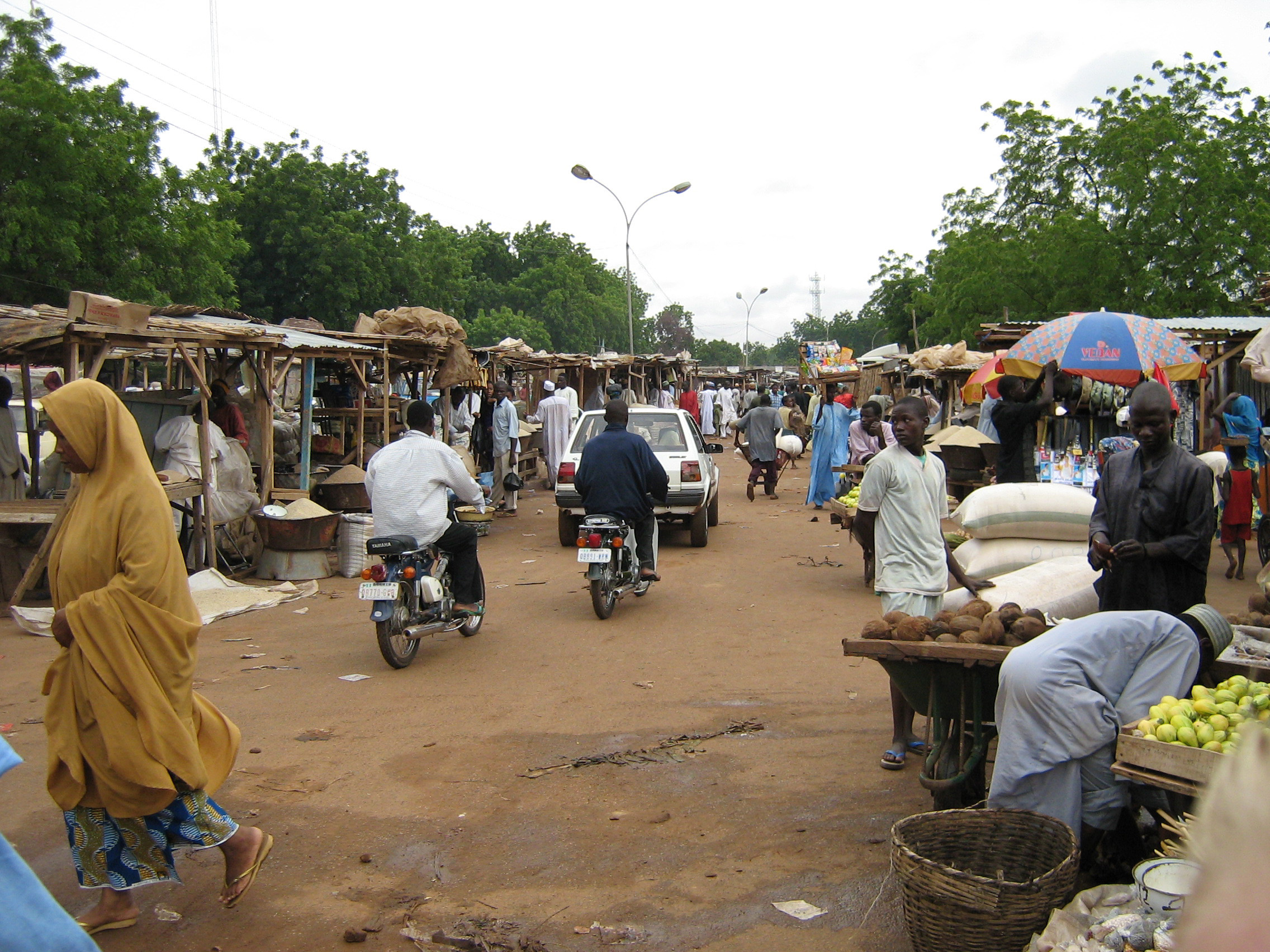
Sokoto piaca